# L'ispettore Bluey
L'ispettore Bluey (Bluey) è una serie televisiva australiana in 39 episodi trasmessi per la prima volta nel corso di una sola stagione dal 1976 al 1977. Il primo episodio regolare era stato preceduto da un pilot della durata di 90 minuti trasmesso il 16 luglio 1976 su Seven Network.
È una serie del genere poliziesco incentrata sulle vicende del detective Bluey Hills di un quartier generale della polizia di Melbourne.
L'ispettore Bluey è stata un'altra delle serie poliziesche prodotte dalla Crawford Productions, ma è diversa dalle precedenti - Homicide, Division 4, Matlock Police - in quanto è incentrata su un solo detective piuttosto che su una squadra, e perché i personaggi non sono gli archetipi standard visti di solito nei drammi polizieschi.

## Personaggi e interpreti
- detective sergente Bluey Hills (39 episodi, 1976-1977), interpretato da Lucky Grills.
- sergente Monica Rourke (39 episodi, 1976-1977), interpretata da Gerda Nicolson.
- detective Gary Dawson (39 episodi, 1976-1977), interpretato da John Diedrich.
- assistente del commissario (24 episodi, 1976-1977), interpretato da Ken Goodlet.
- detective sergente Reg Truscott (21 episodi, 1976-1977), interpretato da Terry Gill.
- Jo Goldman (11 episodi, 1976), interpretato da Victoria Quilter.
- Debbie Morley (6 episodi, 1976-1977), interpretata da Mercia Deane-Johns.
- ispettore Arthur Ferris (4 episodi, 1976-1977), interpretato da Peter Aanensen.
- Fred Randall (4 episodi, 1976-1977), interpretato da Steve Millichamp.
- Barman (3 episodi, 1976-1977), interpretato da Cliff Ellen.
- Alice Collins (3 episodi, 1976-1977), interpretata da Billie Hammerberg.
- Janey (3 episodi, 1976-1977), interpretata da Judy McBurney.
- detective Sergente Blakely (3 episodi, 1976-1977), interpretato da Barry Pierce.

## Produzione
La serie, ideata da Terry Stapleton, fu prodotta da 7 Network e Crawford Productions e girata a Melbourne in Australia.

### Registi
Tra i registi della serie sono accreditati:
- Graeme Arthur in 12 episodi (1976-1977)
- Gary Conway in 11 episodi (1976-1977)
- George Miller in 11 episodi (1976-1977)
- Kevin James Dobson in 2 episodi (1976)
- David Stevens in 2 episodi (1977)

### Sceneggiatori
Tra gli sceneggiatori della serie sono accreditati:
- Jock Blair in 39 episodi (1976-1977)
- Ian Jones in 39 episodi (1976-1977)
- Vincent Moran in 5 episodi (1976-1977)
- James Wulf Simmonds in 5 episodi (1976-1977)
- Everett De Roche in 4 episodi (1976-1977)
- Robert Caswell in 4 episodi (1977)
- John Drew in 4 episodi (1977)
- Tom Hegarty in 3 episodi (1976-1977)
- Gregory Lindsay Scott in 3 episodi (1977)
- Gwenda Marsh in 2 episodi (1976-1977)
- Colin Eggleston in 2 episodi (1977)
- David Stevens in 2 episodi (1977)

## Distribuzione
La serie fu trasmessa in Australia dal 16 luglio 1976 (pilot) e dal 9 agosto 1976 (1º episodio) al 31 dicembre 1977 sulla rete televisiva Seven Network. In Italia è stata trasmessa dal 5 novembre 1980 su Telemontecarlo e su Elefante Tv con il titolo L'ispettore Bluey.
Alcune delle uscite internazionali sono state:
- in Australia il 16 luglio 1976 (Bluey)
- nel Regno Unito il 9 febbraio 1978
- in Italia (L'ispettore Bluey)

## Lista episodi
| Stagione               | Episodi | Prima TV Australia | Prima TV Italia |
| ---------------------- | ------- | ------------------ | --------------- |
| Prima e unica stagione | 39      | 1976-1977          | 1980-1981       |